# Obiteljska hiperkolesterolemija
Obiteljska hiperkolesterolemija (porodična hiperkolesterolemija) je genetički poremećaj metabolizma lipida, uzrokovan mutacijom gena za receptor lipoproteina male gustoće (LDL), što dovodi do povišenih vrijednosti LDL u krvi.
Poznato je preko 1000 mutacija ovog gena. Bolesnik može biti heterozigot (oštećen jedan alel) ili homozigot (oba alela oštećena). Heterozigoti s ovom mutacijom su učestali u općoj populaciji (1:500), dok su homozigoti rijetki (1:1 000 000). 
Heterozigoti razvijaju posljedice povišenog LDL-a (najčešće ateroskleroza) u ranijoj životnoj dobi (oko 30 do 40 godine života), dok se kod homozigota komplikacije javljaju ranije. Kolesterol se odlaže na različitim mjestima, te kod oboljelih nalazimo ksantelazme na očnim kapcima, naslage na kolesterola na vanjskom rubu šarenice oka, te na tetivama mišića ruku i nogu.
Postoji pet glavnih klasa obiteljske hiperkolesterolemije zbog mutacije receptora za LDL (LDLR):
- klasa I: LDLR se uopće ne sintetizira
- klasa II: LDLR se ne transportira pravilno iz endoplazmatske mrežice u Golgijev aparat aparat za ekspresiju na staničnoj povrišini
  - klasa IIa: mutacija potpuno blokira transport receptora iz endoplazmatskog retikuluma u Golgijev aparat
  - klasa IIb: mutacije djelomično blokira transport receptora iz endoplazmatskog retikuluma u Golgijev aparat
- klasa III: LDLR se ne veže pravilno za LDL, u nekim slučajevima i VLDL
- klasa IV: LDLR vezan za LDL se ne grupira pravilno klatrinom obložene rupice za receptorom posredovanu endocitozu
- klasa V: LDLR se ne reciklira ponovno na staničnu površinu

## Patofiziologija
LDL-kolesterol u normalnim uvjetima cirkulira u tijelu 2,5 dana nakon čega se veže za LDL receptor na jetrenim stanicama, podliježe endocitozi i biva probavljen. LDL je uklonjen i sinteza kolesterola u jetri je smanjena. Ako je funkcija LDL receptora smanjene LDL kolesterol cirkulira u tijelu 4,5 dana, što dovodi do ukupnog povećanja ukupnog kolesterola u krvi. Manjak kolesterola u stanicama dovodi i do povećanje endogene sinteze kolesterola.
Zbog povećane koncentracije kolesterola u krvi, oboljele osobe podložne su ranijem nastanku ateroskleroze, te imaju povišen rizika za kardiovaskularne bolesti.

## Dijagnoza i liječenje
Za potvrdu bolesti na osnovi jakog povišenog kolesterola i LDL-kolesterola u krvi, a za potvrdu je potrebno odrediti funkciju LDL receptora. Bolest se liječi lijekovima koji se nazivaju statini. Statini djeluju tako što inhibiraju enzim hidroksimetilglutaril koenzim A reduktazu (HMG-CoA-reductaza) u jetri, što dovodi do povećane proizvodnje LDL receptora. To dovodi do smanjenje ukupnog kolesterola i LDL u krvi. U određenim slučajevima potrebna je dodatna terapija preparatima nikotinske kiseline (niacin), fibratima, kolestiraminom.
|  | Molimo pročitajte upozorenje o korištenju medicinskih informacija. Ne provodite liječenje bez savjetovanja s liječnikom! |